# 曾养甫
曾养甫（英語：Tseng Yang-fu，1898年10月23日—1969年8月28日），原名宪浩，字养甫，广东平远東石鎮雙石村人。

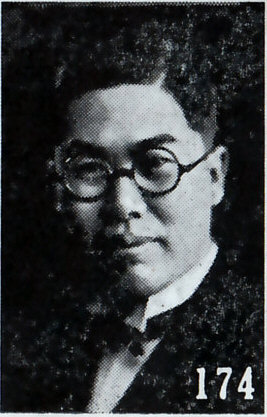

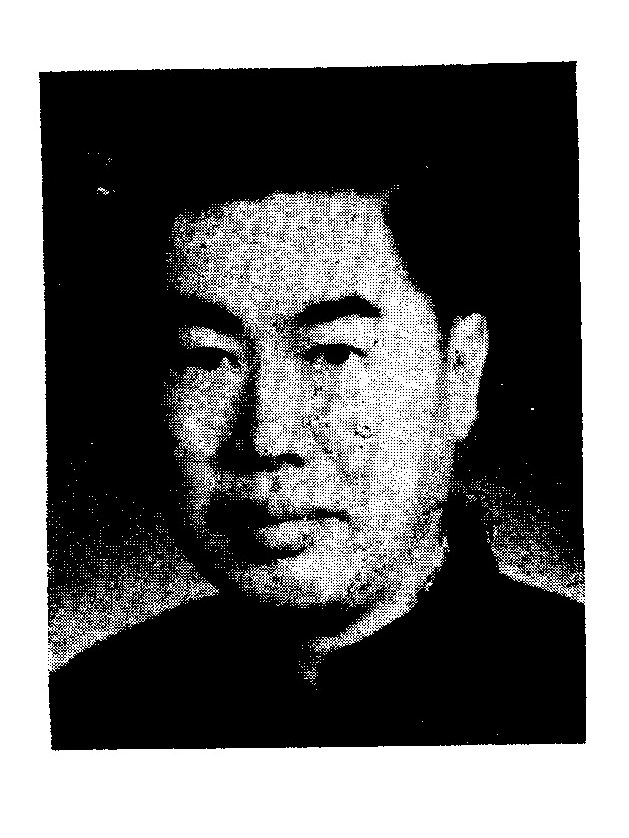

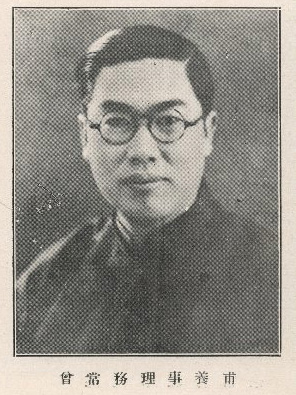

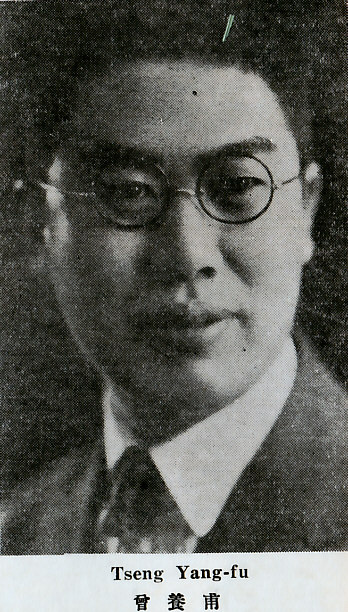
曾养甫（《中国名人录》第四版, 1931年）

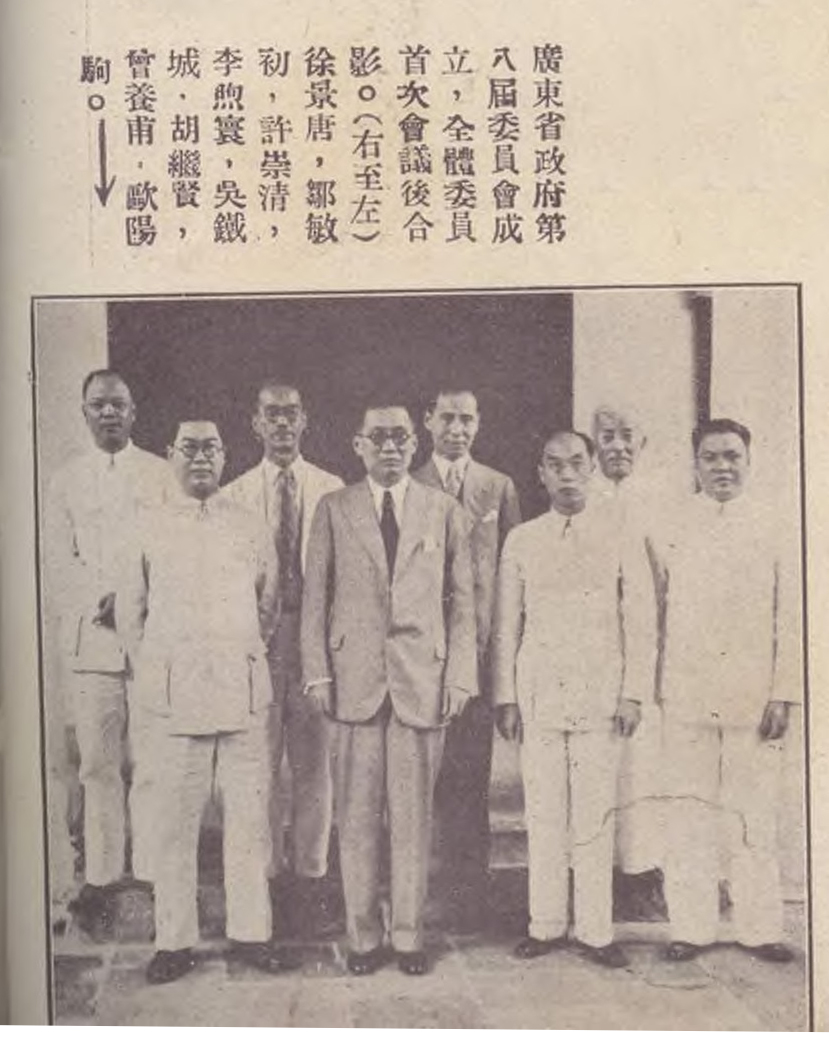
廣東省政府第八屆委員會成立全體委員首次會議後合影。右起徐景唐、鄒敏初、許崇清、李煦寰、吳鐵城、胡繼賢、曾養甫、歐陽駒

## 生平

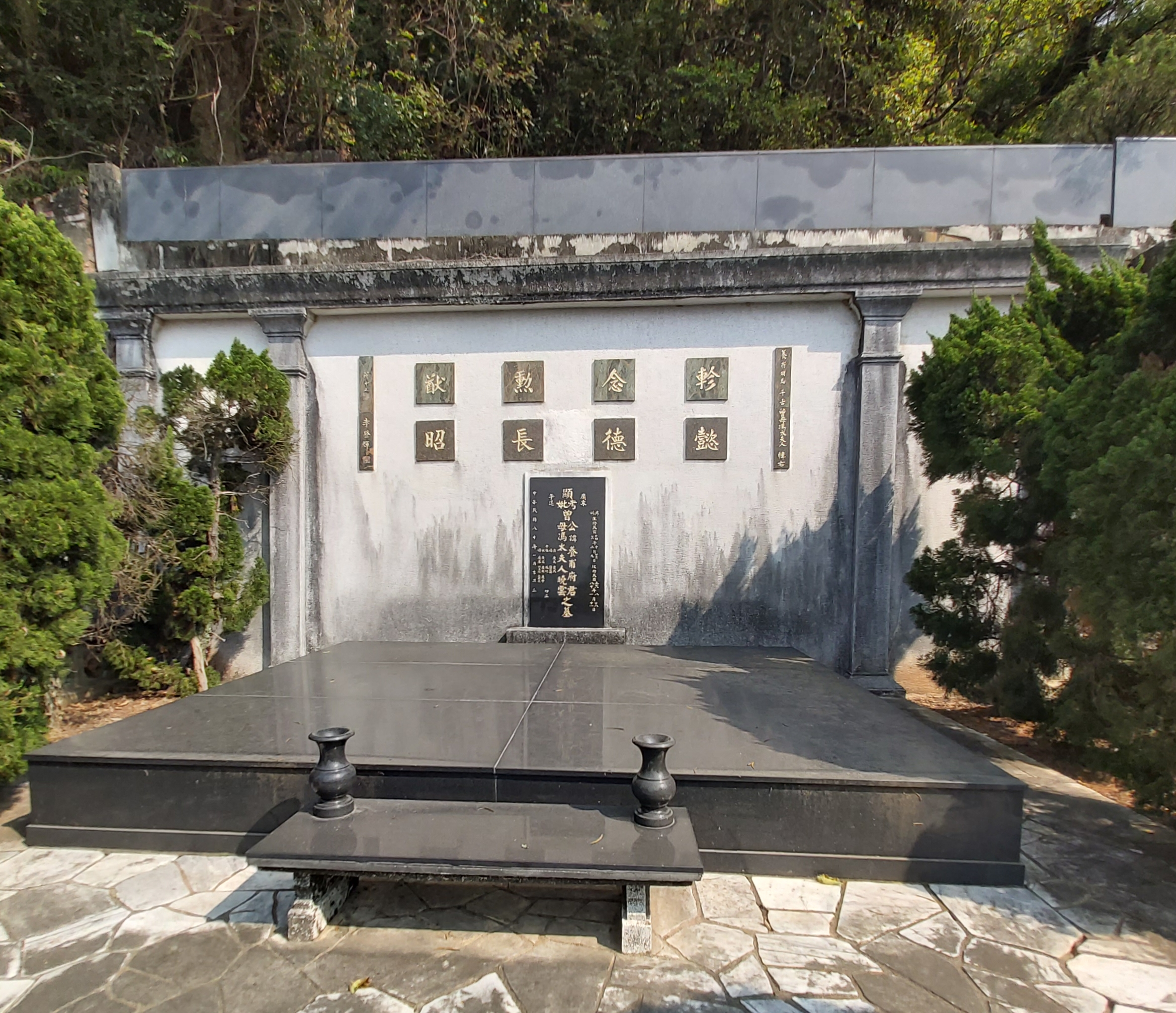
曾養甫與妻子馮曉雲之墓

曾养甫1923年毕业于国立北洋大学矿冶系，后前往美国留学，就读于匹兹堡大学。1925年回国，历任国民党中央组织部干事、国民革命军后方总政治部主任、广东省建设厅厅长、农矿部常务次长、建设委员会副委员长、浙江省建设厅厅长等职。在任浙江省建设厅厅长期间曾主持修建了浙赣铁路，并发起兴建钱塘江大桥。1935年出任铁道部政务次长兼新路建设委员会委员长、国民经济建设计划委员会主委。次年出任广州特别市市长、省财政厅厅长。抗日战争期间出任滇缅公路督办公署督办，督办了滇缅公路的修建。1942年任交通部部长兼军事工程委员会主委。抗战结束后因病辞职，1948年出任立法委员。1949年赴香港，1969年在港逝世。